# Sant Elm de Calella
|  | Per a altres significats, vegeu «Sant Elm (desambiguació)». |

La Capella de Sant Quirze i Santa Julita de Calella (antiga capella de Sant Elm) és una església del municipi de Calella (Maresme) inclosa en l'Inventari del Patrimoni Arquitectònic de Catalunya.

## Descripció
És un edifici d'una sola nau amb una capella lateral al costat esquerre, i a continuació la sagristia. És de planta rectangular. Són visibles quatre pilars que sostenen arcs amb punt d'ametlla dividint la nau en tres parts. La teulada té un vessant perpendicular a la façana principal, amb portal rodó adovellat; fornícula amb la imatge de Sant Quirze i espadanya amb campana. L'interior de l'església està il·luminat per tres finestres -més modernes-, situades a la façana lateral, d'arcs de mig punt. L'obra és de pedra -carreus- arrebossada. La façana és totalment llisa.

## Història
Fou bastida abans del segle xv. Els perills de la mar van portar la devoció a Sant Elm, i per això la confraria de pescadors van construir la capella a la vora del mar. En diverses ocasions va ser habilitada com a parròquia interina. També fou lloc d'aplec per als serveis de la Universitat o del Comú, quan no existia la casa de la vila. Igualment fou utilitzada uns quants anys per escola. Definitivament fou dedicada a Sant Quirze i Santa Julita, en desaparèixer la capella dels patrons de Calella situada a la riera de Capaspre.